# 漕宝路七号桥碉堡
31°09′36″N 121°21′23″E / 31.15995°N 121.3564°E

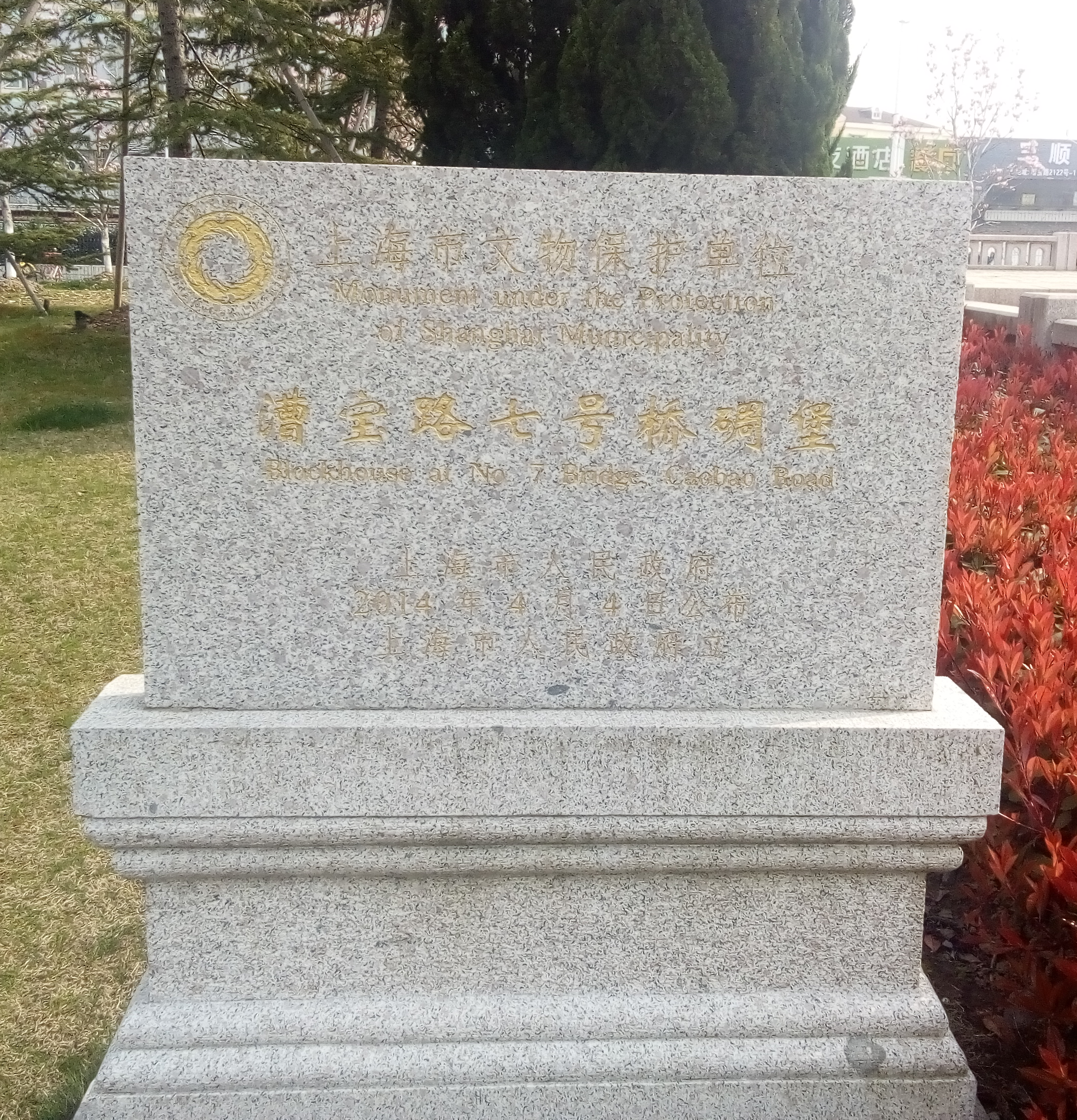
漕宝路七号桥碉堡市级文保铭牌

漕宝路七号桥碉堡，是位于上海市闵行区七宝镇漕宝路七号桥（蒲汇塘桥）东堍北侧的一处碉堡遗址。该碉堡遗址今处于闵行文化公园内，被列入闵行区、上海市文物保护单位名录，并被列为闵行区爱国主义教育基地。七宝镇人民政府在此处设立了革命烈士纪念碑和纪念雕塑，以纪念在解放上海战役中在此地激战三天三夜战死的中国人民解放军第三野战军八十一师某部四营将士37人。碉堡旁边有一尊解放军战士像；并曾有一处小楼，面积约一百平方米左右，作为纪念馆免费对外开放，以向市民宣传解放上海战役的历史，但已经在闵行文化公园的建设中被拆除。

## 历史

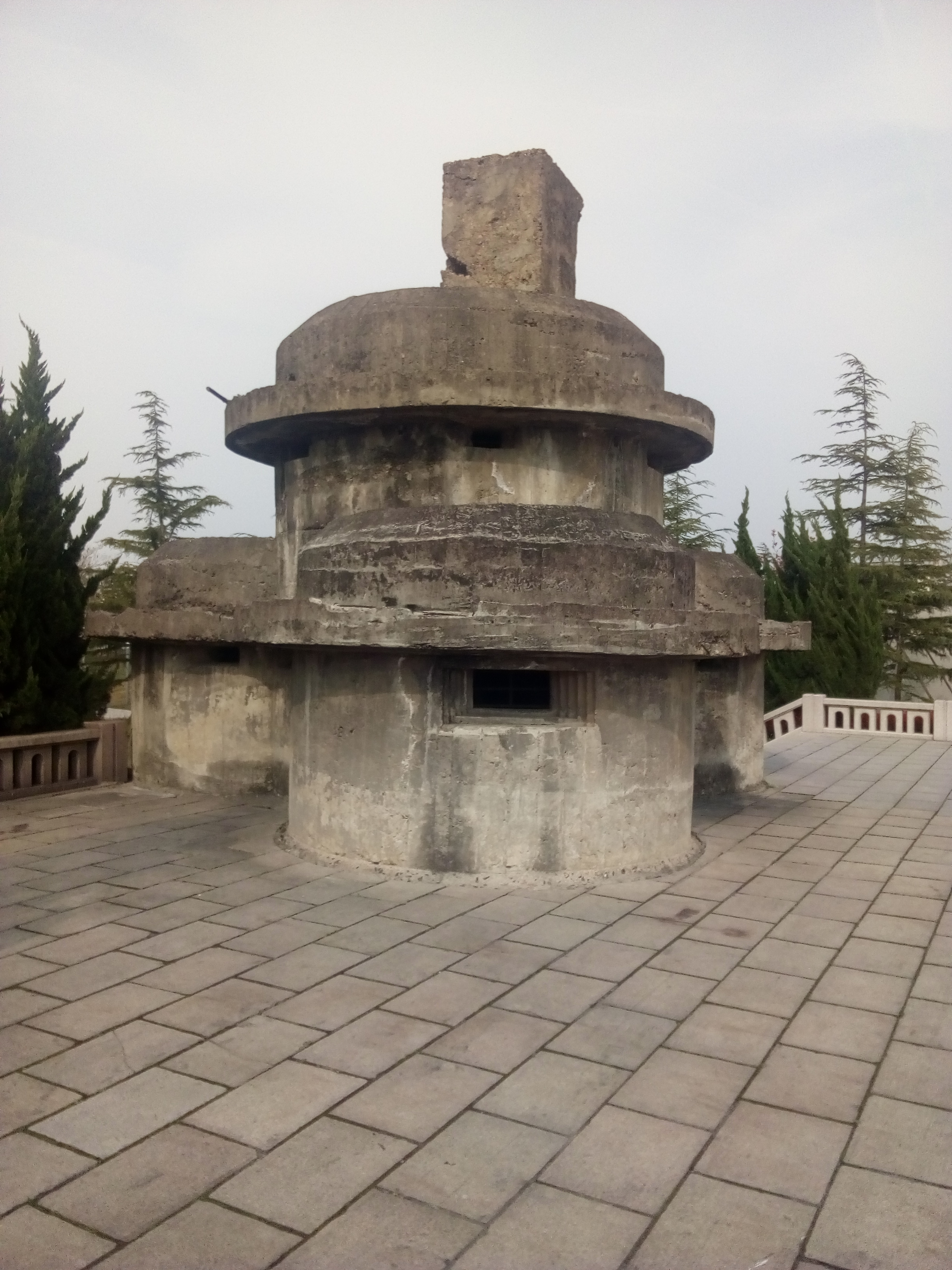
面向漕宝路一侧的子堡。该碉堡共有三个子碉堡共同构成，是一种子母堡。

今日漕宝路一线在古时即为驿道，俗称“东官路”，是江浙进沪的陆上交通要道。抗日战争期间，七宝适处日伪“清乡”封锁线西侧，日军在漕宝路七号桥设关卡（日语：検問所），为清乡封锁线的重要卡口。当时上海市所需的粮食、棉花、油等物，不少经七宝偷运，因此日军在桥东堍南侧建两层砖碉一座，驻日军一小队及伪军、翻译，并养狼狗数条。许多上海市民死在日军手中，是日军侵华的证据。
抗战结束，原周佛海所属上海税警团之李英杰部于1945年8月袭击新四军，占据七号桥碉堡作其据点。新四军朱亚明部于当年8月19日午夜，在七宝镇的中共地下党配合下，对七号桥碉堡发起报复性攻击，战斗持续约3小时。李英杰等二十余人被击毙，新四军死亡5名，但碉堡仍在国民革命军手中。
1949年1月，国民党上海守军汤恩伯为守住上海，于近郊修筑防御体系，由新泾乡井亭村新泾港口经过蒲汇塘南岸一带到漕宝路七号桥，建设共计十余个混凝土碉堡组成的子母碉堡群，互相连接在一起。1949年5月，中国人民解放军第三野战军进军上海，作为先头部队的二十七军八十一师某部四营指战员与国民党碉堡守军激战3昼夜，后采取迂回战术，攻克两侧阵地，跨越蒲汇塘，迫使国民党军队处于腹背受敌之势，终于攻下该碉堡。解放军伤亡指战员和士兵共数百名，其中仅安葬于原七宝教寺北侧之死亡兵员即达37名。1951年清明节，时任上海市副市长潘汉年曾亲临祭奠。1952年，原七宝教寺北侧的遗骨安放至上海烈士陵园。

## 文物保护

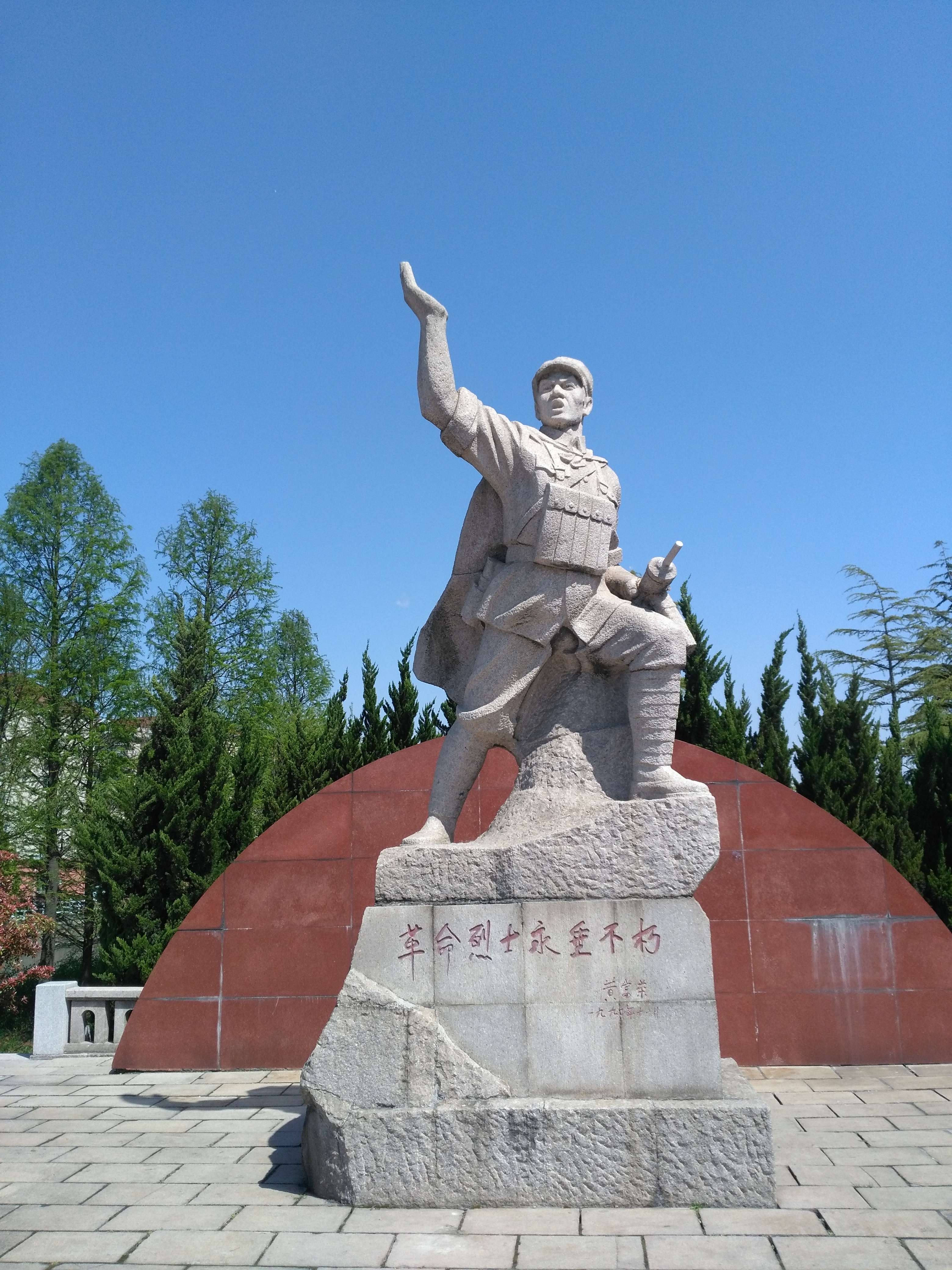
七号桥雕塑

1986年，该地被列为原上海县的文物保护单位。上海县并入闵行区后，1995年5月，该地被命名为闵行区爱国主义教育基地。
1996年1月，该纪念地被列为第一批闵行区文物保护单位。同年，七宝镇人民政府投资50多万元人民币，修建了面积达五百余平方米的广场，并请上海油画雕塑研究院设计制作了一座解放军勇士形象的雕像，并于同年十一月落成。
2014年3月23日，漕宝路七号桥抗战和解放战争纪念地随闵行文化公园二期工程重新开放予市民。2014年4月，七号桥碉堡被列为第八批上海市文物保护单位。